# Hansmartin Bruckmann
Hansmartin Bruckmann (* 27. November 1931 in Stuttgart; † 9. Juni 2014 in Stuttgart-Degerloch) war ein deutscher Stadtplaner und Kommunalpolitiker (SPD).

## Leben
Bruckmann studierte Architektur und Stadtplanung an der Technischen Hochschule Stuttgart und war von 1960 bis 1966 Assistent am Lehrstuhl für Städtebau von Rolf Gutbier. 1964 war er Mitbegründer des Städtebaulichen Instituts an der Universität Stuttgart.  
Bruckmann war von 1967 bis zu seinem Ruhestand 1996 für die Landeshauptstadt Stuttgart tätig. Er war 1967 zunächst Mitarbeiter von Baubürgermeister Christian Farenholtz. 1970 wurde er auf die Professur für Stadtplanung an die Technische Universität Braunschweig berufen und wechselte zum 1. Januar 1974 in die Position des Stuttgarter Baubürgermeisters. Er wurde 1981 und 1989 wiedergewählt. Er war zudem Honorarprofessor am Städtebau-Institut der Universität Stuttgart. Am 25. November 1996 ging er in den Ruhestand.
Er war wesentlich am heutigen Stadtbild Stuttgarts beteiligt. Er ließ über 50.000 Wohnungen bauen und investierte rund 1,5 Mrd. Euro in die Infrastruktur und den öffentlichen Nahverkehr der Stadt. Er war Befürworter des Projekts Stuttgart 21. 
Bruckmann war von 1968 bis 1985 Mitherausgeber der Stadtbauwelt. 